# Ted Ringwood
 (septembre 2019).
Alfred Edward « Ted » Ringwood né le 19 avril 1930 et mort le 12 novembre 1993 est un géophysicien et géochimiste australien.